# Episodi di Cuori senza età (prima stagione)
La prima stagione della serie televisiva Cuori senza età è stata trasmessa in anteprima negli Stati Uniti d'America dalla NBC tra il 14 settembre 1985 e il 10 maggio 1986.
| nº | Titolo originale                   | Titolo italiano                   | Prima TV USA      | Prima TV Italia   |
| -- | ---------------------------------- | --------------------------------- | ----------------- | ----------------- |
| 1  | The Engagement                     | Arriva la mamma                   | 14 settembre 1985 | 18 settembre 1989 |
| 2  | Guess Who's Coming to the Wedding? | Indovina chi viene al matrimonio? | 21 settembre 1985 |                   |
| 3  | Rose the Prude                     | Rose in crociera                  | 28 settembre 1985 |                   |
| 4  | Transplant                         | Il trapianto                      | 5 ottobre 1985    | 22 settembre 1989 |
| 5  | The Triangle                       | Il triangolo                      | 19 ottobre 1985   | 27 settembre 1989 |
| 6  | On Golden Girls                    | Il nipote terribile               | 26 ottobre 1985   | 25 settembre 1989 |
| 7  | The Competition                    | La gara                           | 2 novembre 1985   | 28 settembre 1989 |
| 8  | Break In                           | Paura dei ladri                   | 9 novembre 1985   | 20 settembre 1989 |
| 9  | Blanche and the Younger Man        | La madre di Rose                  | 16 novembre 1985  | 29 settembre 1989 |
| 10 | The Heart Attack                   | L'attacco di cuore                | 23 novembre 1985  |                   |
| 11 | The Return of Dorothy's Ex         | Il ritorno di Stan                | 30 novembre 1985  |                   |
| 12 | The Custody Battle                 | Mamma, resta con me               | 7 dicembre 1985   | 4 ottobre 1989    |
| 13 | A Little Romance                   | Una piccola storia d'amore        | 14 dicembre 1985  |                   |
| 14 | That Was No Lady                   | Non si può cambiare               | 21 dicembre 1985  | 26 settembre 1989 |
| 15 | In a Bed of Rose's                 | In un letto di Rose               | 11 gennaio 1986   | 6 ottobre 1989    |
| 16 | The Truth Will Out                 | La verità viene a galla           | 18 gennaio 1986   |                   |
| 17 | Nice and Easy                      | Giovane e disponibile             | 1º febbraio 1986  |                   |
| 18 | The Operation                      | L'operazione                      | 8 febbraio 1986   |                   |
| 19 | Second Motherhood                  | Proposta di matrimonio            | 15 febbraio 1986  |                   |
| 20 | Adult Education                    | Corso serale                      | 22 febbraio 1986  | 13 ottobre 1989   |
| 21 | Flu Attack                         | L'influenza                       | 1º marzo 1986     | 14 ottobre 1989   |
| 22 | Job Hunting                        | Rose cerca lavoro                 | 8 marzo 1986      |                   |
| 23 | Blind Ambitions                    | Ambizione cieca                   | 29 marzo 1986     | 16 ottobre 1989   |
| 24 | Big Daddy                          | Il mio caro papà                  | 3 maggio 1986     | 7 ottobre 1989    |
| 25 | The Way We Met                     | Il nostro primo incontro          | 10 maggio 1986    | 17 ottobre 1989   |